# المجاعة السوفيتية 1932-1933

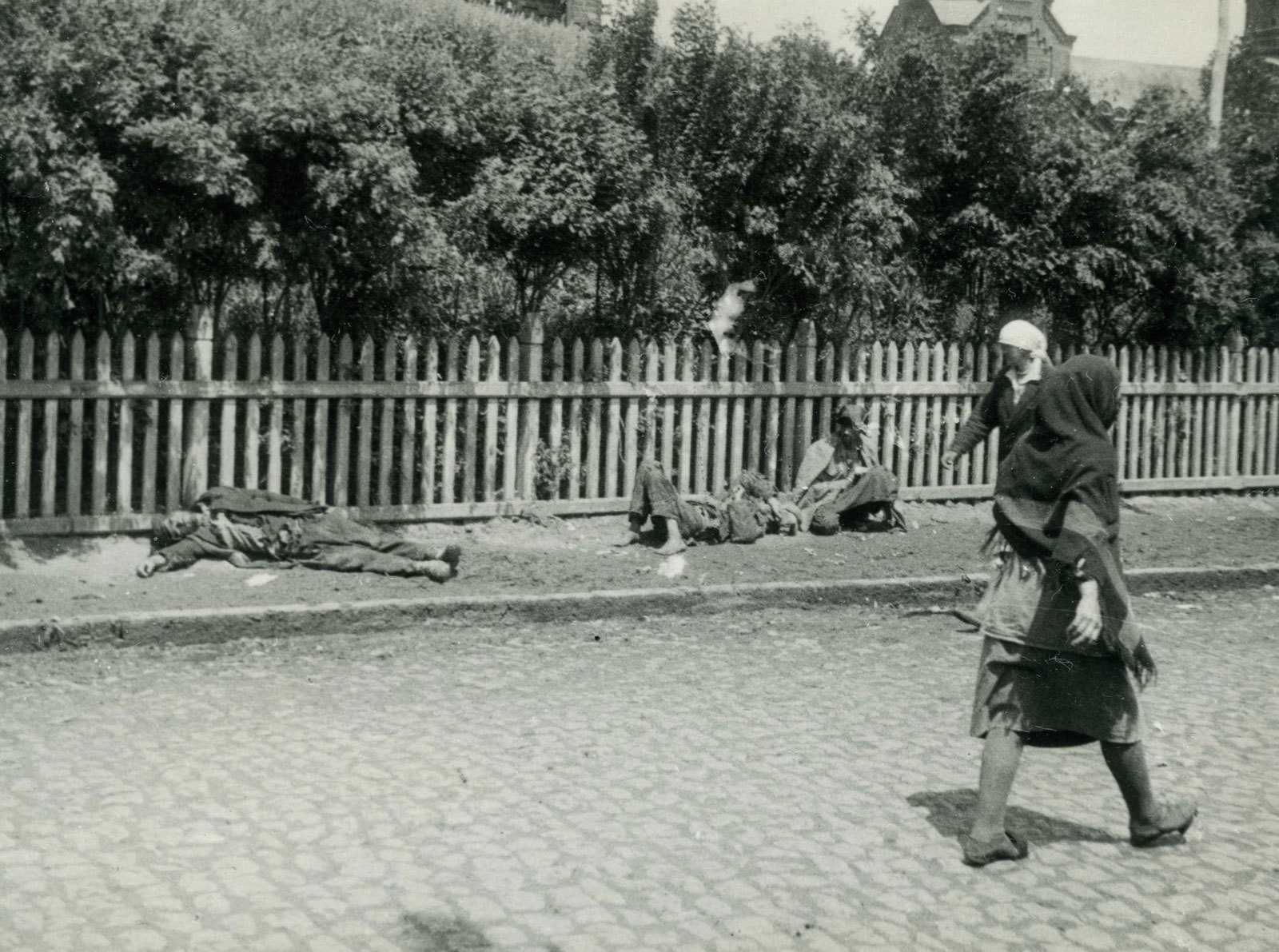
فلاحين يتضورون جوعا في أحد شوارع خاركيف 1933، كان الناس يخشون مساعدة الفلاحين المهاجرين خوفاً من التعرض للاعتقال

المجاعة السوفيتية لعام 1932-1933 كانت مجاعة من صنع الإنسان اثرت في مناطق إنتاج الحبوب في الاتحاد السوفيتي في الموسم الزراعي 1932-1933، مما ادى إلى وفاة الملايين في تلك المناطق وحدوث شحة في الغذاء في جميع ارجاء الاتحاد السوفيتي، المجاعة ضربت مناطق أوكرانيا وشمال القوقاز، ومنطقة الفولغا وكازاخستان، جنوب الأورال وسيبيريا الغربية.غاريث جونز كان أول صحفي غربي كتب تقرير عن تلك المجاعة، المجاعة حدثت نتيجة الإجراءات التي قامت بها الدولة السوفيتية بما في ذلك، الزراعة القسرية والتخطيط الاقتصادي السيء والقمع السياسي في الريف، يعتقد كثيرون ان المجاعة كانت مدبرة من ستالين من اجل اخضاع الفلاحين لسلطته، على سبيل المثال في اوكرانيا كان من ضمن مقررات البرنامج الزراعي هو قيام الفلاحين بتسليم ممتلكاتهم ومواشيهم للمزارع الحكومية بثمن زهيد تحدده الدولة، وهو ما ادى إلى تذمر الفلاحيين فلا يوجد انسان عاقل يسلم ممتلكاته التي حصل عليها بشق الانفس من اجل ما يسمى (الغد الشيوعي المشرق) فقام الفلاحيين برفض البرنامج الزراعي، حاول ستالين ثنيهم باستخدام القوة لكنة لم يفلح اذ قاموا بنحر مواشيهم ودفن محاصيلهم بدل تسليمها لصالح البرنامج الزراعي، مما اغضب ستالين بشدة فأعطى أوامره للشرطة السرية بتجريد الفلاحيين من كل ممتلكاتهم وعدم ترك شيء ونقلهم بالقوة إلى المزارع الجماعية، واتخذ تدابير انتقامية ضد الفلاحيين وفرض عليهم حصص حصاد يستحيل بلوغها وكان ممنوع على الفلاح الاحتفاظ بثمرة واحدة قبل ان يكمل الحصاد المفروض علية مما ادى إلى موت الملايين جوعاً في حين كانت مخازن الغذاء مليئة بالحبوب، اتخذ ستالين إجراء اخر حيث اصدر قرار يمنع سفر الافراد من جمهورية إلى أخرى دون جواز من اجل منع الفلاحيين الجائعين من الهروب وفرض حصار عليهم، كان يريد كسر ارادة الفلاحيين من خلال تجويعهم حتى الموت ، في خريف عام 1933 وبعد اقتناعه بخضوع الفلاحيين اصدر قرار يسمح للفلاح بالاحتفاظ بالقليل من المحصول وانتهت المجاعة.
يُقدَّر عدد الأوكرانيين ممن لقوا حتفهم نتيجة المجاعة بنحو 2.4-4 مليون شخص، ومن الصعب تحديد العدد الدقيق للوفيات بسبب نقص السجلات، ولكن هذا العدد يزداد بشكل كبير إذا ما تم تضمين الوفيات الواقعة في منطقة كوبان -التي تمتلك كثافة سكانية عالية من الأوكرانيين. لا تزال تُذكَر التقديرات الأقدم في كثير من الأحيان في التعقيبات السياسية، ووفقًا لنتائج محكمة استئناف كييف عام 2010، بلغت الخسائر الديموغرافية الناجمة عن المجاعة 10 ملايين؛ 3.9 مليون حالة وفاة مجاعة مباشرة، و6.1 مليون حالة عجز في تعداد الولادات.
كان ستالين وأعضاء آخرون في الحزب قد أمروا بتصفية الكولاك كطبقة، وهكذا أصبحوا هدفًا للدولة. كان الفلاحون الأغنياء الذين يمتلكون الأراضي يُسَمَّون بالكولاك، وقد صوَّرهم البلاشفة كأعداء للشعب، إذ وصلت الحملة السوفييتية للقمع السياسي ذروتها في 1929-1932، وهذا تضمّن الاعتقالات والترحيل والإعدام لأعداد كبيرة من الفلاحين الميسورين وعائلاتهم.
وتشمل العوامل الرئيسية المساهمة في المجاعة ما يلي: الإجبار على الزراعة الجماعية كجزء من الخطة الخمسية السوفييتية الأولى، شراء الحبوب القسري، إضافةً إلى التصنيع المتسارع، وانخفاض القوى العاملة الزراعية، والعديد من موجات الجفاف السيئة. ينظر بعض المؤرخين إلى المجاعة على أنها إبادة مُتَعمَّدة ضد الأوكرانيين والكازاخستانيين، بينما يشكك نقاد آخرون في أهمية أية دوافع عرقية –الأمر الذي ينطوي عليه استخدام مصطلح الإبادة في العادة، ويركزون عوضًا عن ذلك على علاقة مالكي الأراضي من الفلاحين المهتمين بالملكية الخاصة، مع المبادئ الأساسية للحزب الشيوعي الحاكم المعارضة لتلك المصالح تمامًا.
بالإضافة إلى المجاعة الكازاخية في الأعوام 1919-1922، شهدت هذه الأحداث خسارة كازاخستان لأكثر من نصف سكانها في غضون 10-15 سنة بسبب السلطة السوفيتية، إذ جعلت المجاعة الكازاخستانيين أقلية في جمهوريتهم، فقبل المجاعة كان نحو 60٪ من سكان الجمهورية كازاخستانيين، أمّا بعد المجاعة أصبحت نسبتهم نحو 38٪ فقط من السكان.

## الأسباب
خلافاً للمجاعة السابقة عام 1921 لم يكن الجفاف شديد في المناطق المتضررة في ذلك الوقت، ان الزراعة الجماعية القسرية والتي كانت جزء من الخطة الخمسية الأولى في الاتحاد السوفيتي، الحيازة القسرية على الحصاد، والقمع السياسي في الريف كانت هي الاسباب الرئيسية للمجاعة، المؤرخ مارك توجر من جامعة وست فرجينيا يشير إلى ان المجاعة ناجمة عن عدد من العوامل من ضمنها انخفاض المحصول بسبب الكوارث الطبيعية إضافة إلى زيادة الطلب على الغذاء بسبب الزراعة الجماعية والتحول الصناعي والتحضر وزيادة صادرات الحبوب في الاتحاد السوفيتي، وجهة نظر مماثلة لستيفن ويكرافت الذي اعطى اهمية أكبر للسياسات الخاطئة للحكومة السوفيتية وذكر ان السياسة لم تكن تستهدف اوكرانيا لكن الاوكرانيين أكثر من عانوا لأسباب ديموغرافية.
يقول لويس هـ. سيجيلباوم -أستاذ التاريخ في جامعة ولاية ميشيغان- بأنّ أوكرانيا تضرّرت بشدّة من حصص الحبوب التي وصلت إلى مستويات لم تستطع معها معظم المزارع إنتاجها، إذ كان محصول عام 1933 رديئًا ومستوى الحصص مرتفعًا للغاية، مما أدّى إلى المجاعة. أُلقي باللوم في العوز الحاصل على أعمال الكولاك التخريبية، حيث وزّعت السلطات الإمدادات المتوفرة في المناطق الحضرية فقط، وتُقَدَّر الوفيات الناتجة عن ذلك في الريف الأوكراني بنحو 5 ملايين شخص.

## قانون السنابل
بالنسبة لأولئك الذين بقوا في الريف، كان المكان الوحيد الذي يتوفر فيه الطعام هو المزارع الجماعية، لكن الفلاحيين كانوا ممنوعين من أكل محاصيلهم بموجب مرسوم (حماية الملكية الاشتراكية) الذي يطلق عليه الفلاحون (قانون السنابل) والذي صدر في 7 غسطس عام 1932 وبموجب هذا المرسوم يُسمح للشرطة السرية ومسؤولي الحزب بمصادرة كميات غير محدودة من الحبوب من الفلاحين (تجريد الفلاحين من كل محاصيلهم) وهكذا فأن أخذ حفنة صغيرة من حبوب متعفنة كان يعتبر «سرقةً للملكية الاشتراكية»

## جوازات السفر
كانت هناك موجة هجرة بسبب المجاعة ردت عليها السلطات باستخدام الجواز كـ شرط للتنقل بين الجمهوريات وحظر السفر بالسكك الحديدية، وأدخلت جوازات السفر الداخلية السوفياتية في 27 ديسمبر 1932 للتعامل مع الهجرة الجماعية للفلاحين من الريف، الافراد الذين لا يمتلكون جواز داخلي لم يكونوا قادرين على مغادرة مناطقهم ومن يخالف يعرض نفسة للعقوبات مثل إرساله إلى الغولاغ، وهكذا لم يتمكن سكان الريف من مغادرة قراهم دون الحصول على موافقة السلطة لإصدار جواز سفر للفلاح بعد طلب من قبل رئيس الكولخوز(المزارع الجماعية) بقيت هذه الإجراءات سارية حتى عام 1974، تعذر حصول الفلاحين على جواز سفر لم يمنع قلة منهم من مغادرة قراهم والتسلل بطريقة غير مشروعة إلى المدينة بهدف تحسين احوالهم المعيشية، لكنهم لم يكونوا قادرين على ايجاد عمل أو حتى تسول القليل من الخبز في المدن، كان الناس يخشون مساعدتهم خوفا من تعرضهم للمسائلة والاعتقال وهكذا مات الاف الفلاحين جوعاً في شوارع خاركيف، كييف، دنيبروبيتروفسك، بولتافا، فينيتسا، والمدن الرئيسية الأخرى في أوكرانيا.

## ردود الأفعال
الحكومة السوفيتية نفت المجاعة رسمياً، لذا ان أي نقاش حول المجاعة في الاتحاد السوفيتي كان يعتبر جريمة و«دعاية معادية للسوفييت» طوال الحقبة السوفيتية حتى البيروسترويكا، نتائج التعداد السكاني لعام 1937 ضلت سرية لأنها كشفت الخسائر البشرية الفظيعة بسبب «المجاعة الكبرى» ، بعض الصحفيين المعرفين، ابرزهم والتر دورانتي، قلل من شأن المجاعة وعدد الوفيات، في عام 1932 حصل على جائزة بوليتزر للمراسلة لتغطيته للخطة الخمسية الأولى في الاتحاد السوفيتي، وقد مارس التضليل والدهاء في تحريف الحقائق حول المجاعة على سبيل المثال في مقالته «الجياع الروس» تعمد عدم ذكر حقيقة ان ملايين الروس يموتون جوعاً بسبب مجاعة من صنع الإنسان ، التضليل والتحريف الذي مارسه دورانتي ادى إلى قيام روزفلت بالاعتراف رسميا بالاتحاد السوفيتي عام 1933 ، وكذلك الغت الولايات المتحدة الاعتراف الرسمي بأوكرانيا كدولة مستقلة، بيد أن هناك صحفيين غربيين قدموا تقارير حيادية وذكروا حقيقة المجاعة الفظيعة مثل مالكولم موجيريدجي وغاريث جونز اللذان تم منعهما من العودة إلى الاتحاد السوفيتي بعد ذلك، كما ان جزء من رواية مزرعة الحيوانات لجورج أورويل كان مستوحى من مقالات غاريت جونز عن «المجاعة الكبرى» من صنع الإنسان في الفترة 1932-1933، كان السوفييت يتعمدون التضليل والتكتم على المجاعة على سبيل المثال عندما يقوم شخص غربي بزيارة منطقة ما، كانت مجاميع الشرطة السرية تهرع إلى المنطقة قبل الزيارة فتقوم بجمع الأطفال المشردين والجائعين وزجهم بالسجون وغسل الشوارع وملئ المحال التجارية بالأغذية، وقد فعلوا ذلك مع إدوارد هيريو رئيس الوزراء الفرنسي الذي زار الاتحاد السوفيتي وجال في اوكرانيا.
أدان المجتمع الدولي حكومة الاتحاد السوفييتي للأحداث الواقعة في السنوات 1932-1933، وغالبًا ما تُصَنَّف الهولودومور التي استولت على أوكرانيا بأنها إبادة جماعية. ومع ذلك، فإن تصنيف الهولودومور كإبادة جماعية هو موضوع للنقاش. يقدم مايكل إيلمان نقدًا شاملًا في مقالته «إعادة النظر في ستالين والمجاعة السوفييتية لعام 1932-1933» المنشورة في مجلة دراسات أوروبا وآسيا، إذ يشير المؤلف إلى اتفاقية الأمم المتحدة التي تنص على أنّ الإبادة الجماعية هي التدمير الكلي أو الجزئي لمجموعة قومية: «أية أفعال ترتكب بقصد التدمير الكلي أو الجزئي لمجموعة قومية أو إثنية أو عرقية أو دينية».
يُزعَم بأنّ أسباب الهولودومور كانت تعود إلى التصنيع وانتشار الزراعة الجماعية على نطاق واسع، الأمر الذي حمل معه تصاعد الضرائب، وحصص تسليم الحبوب، ومصادرة جميع الممتلكات. وقد قوبلت هذه الأخيرة بمقاومة جرى الرد عليها من خلال فرض تسليم حصص أعلى من أي وقت مضى، ومصادرة المواد الغذائية. وبسبب ترك كمية غير كافية من الطعام للسكان بعد جمعه للتصدير حدثت المجاعة. ولذلك غالبًا ما كان السبب في حدوث المجاعة هو السياسات التي فضّلت أهداف التجميع والتصنيع، عوضًا عن كونه محاولة متعمدة للقضاء على الأوكرانيين كأمة.
وبما أنّ «التعداد الكبير من الوفيات في الفترة ما بين 1932 و1933، كان عبارة عن نسبة صغيرة نسبيًا فقط (نحو العُشُر تقريبًا) من إجمالي السكان الأوكرانيين»، فإنّ الحدث فشل في تلبية التعريف الذي قدّمته الأمم المتحدة.

## تقديرات الخسائر في الأرواح
- كتاب سنوات الجوع: الزراعة السوفيتية 1931-1933 للمؤرخين ر.و ديفيس وس.ج ويكرافت يعطي تقديراً من 5.5 إلى 6.5 مليون حالة وفاة.[29]
- يقدر الكتاب الأسود للشيوعية 6 مليون حالة وفاة في عام 1932 – 1933.
- تقدر الموسوعة البريطانية أن 6 إلى 8 ملايين شخص ماتوا من الجوع في الاتحاد السوفياتي خلال تلك الفترة، منهم من 4 إلى 5 مليون أوكراني.[30]
- يقدر روبرت كونيكست على الأقل 7 ملايين حالة وفاة من الجوع في الجزء الأوروبي من الاتحاد السوفياتي في عام1932 – 1933 (5 مليون في أوكرانيا، مليون في شمال القوقاز، و1 مليون في مكان آخر)، وحدوث مليون حالة وفاة أخرى نتيجة الزراعة القسرية في كازاخستان السوفيتية.[31]
- دراسة أخرى لمايكل ايلمان اعتمد فيها على البيانات التي قدمها ديفيد وويكرافت، تقدر ضحايا المجاعة والقمع بـ 8 ملايين ونصف.[32]
- في كتابة ابادة ستالين 2010، يقدر نورمان نيمارك ضحايا المجاعة من 3 إلى 5 مليون اوكراني.
- في روسيا اصدر مجلس الدوما عام 2008 بياناً يقدر عدد الضحايا في وفولزي، وشمال القوقاز، الأورال، القرم، و«غرب سيبيريا وكازاخستان»، أوكرانيا وبيلاروسيا بحوالي 7 ملايين شخص.[33]

## طالع ايضاً
- المجاعة الروسية 1921 ، أول مجاعة سوفيتية.
- المجاعة في كازاخستان لعام 1932–1933، الجزء الكازاخستاني لمجاعة عام 1932– 1933.
- هولودومور، الجزء الاوكراني لمجاعة عام 1932– 1933.
- المجاعة السوفيتية لعام 1946-1947، اخر مجاعة سوفيتية.